# 2009-es brit-szigeteki árvíz

A 2009-es áradások helyszínei a Brit-szigeteken

A 2009-es brit-szigeteki árvíz egy olyan időjárási esemény, mely 2009 novemberében és decemberében érintette Brit- és az Ír-sziget egyes területeit. A mérések 1914-es megkezdése óta ez volt az Egyesült Királyság legcsapadékosabb novembere, mikor is a hőmérséklet jóval az átlagos felett volt. Nagy-Britanniában a leginkább az angol Cumbria grófságot sújtotta az időjárás. Az Ír-szigeten leginkább Cork és Galway megyéket öntötte el a víz.
November 13–14-én a viharos európai szelek heves esőzéseket és áradásokat, káreseményeket okozó szeles időjárást hoztak Nagy-Britannia déli részére. Az erős szél az ország teljes déli területét érintette, s később átterjedt északi irányba is. Cumbria valamint Dumfries és Galloway megyében számos települést elért a vihar. Több híd összedőlt, az egyik során meghalt egy, a hídon álló rendőr. November 21-én újabb haláleset történt, mikor egy kenust az árvíz egy fának csapott Devonben a Dartmooron Poundsgate közelében. Powys megyében Newtownban és Taybont-on-Uskon további két ember életét vitte el az árvíz.
Az árvízzel elárasztott számos település között volt Írország második legnagyobb városa, Cork is. November 23-án a város 40%-a vezetékes vízellátás nélkül volt, mivel egy víztisztító erőmű több méter mély víz alá került. A University College Cork megsérült, s legalább egy hétig nem lesz oktatás az intézményben. A miniszterelnök az Írországban kialakult helyzetet folyamatos szükségállapotként jellemezte, mely még rosszabbra is fordulhat.

## Események
Mielőtt a viharos erejű szél november 13-án elérte volna az Egyesült Királyságot, az országban már november 12-én rendhagyó volt az időjárás.

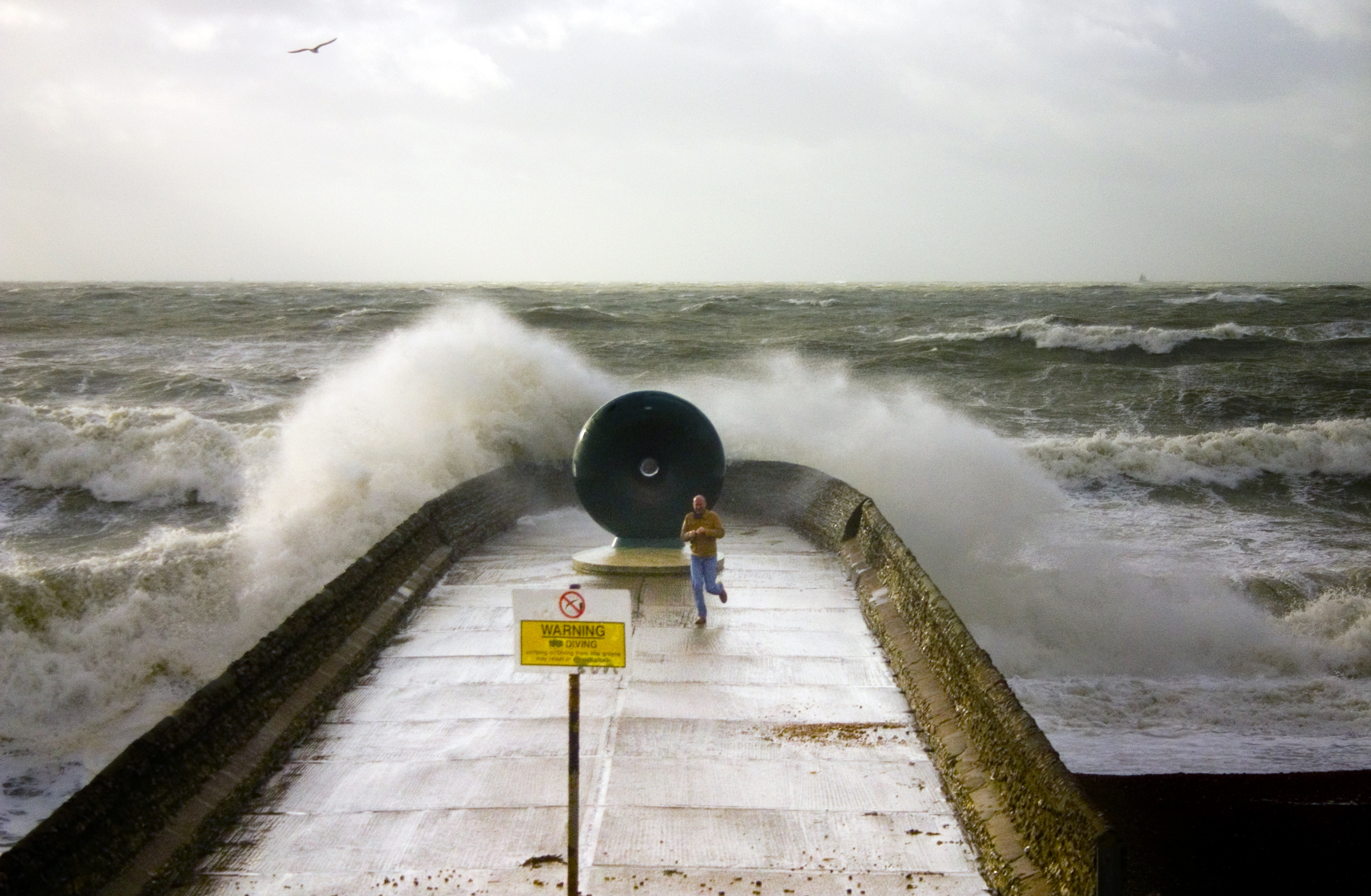
A tenger állapota 2009. november 14-én az angliai Brightonnál.

November 13-án egy alacsony légnyomású légréteg alakult ki az Ír-szigettől délnyugatra. Ez november 14-én északkeleti irányba egészen az Ír-tengerig és Skócia nyugati partjáig jutott. A nyugatról érkező frontok heves esőzésekkel végigsöpörtek az Egyesült Királyság nyugati és déli területein. Sussex és Hampshire egyes részein három óra alatt 30 mm csapadékot regisztráltak. A délről érkező szél november 13-án érte el a viharos erősséget, mikor sebessége egyes területeken 105–121 km/h volt. November 14-én Nagy-Britannia déli részét erős szél és heves zivatarok sújtották. A szélsebesség a tengerparton 80–140 km/h között változott. Jelentések szerint november 14-én Anglia keleti részén tornádó pusztított.
A november 19-ről 20-ra virradó éjszaka az előrejelzéseknek megfelelően egy alacsony légnyomású légréteg érte el az Ír-szigetet és Man-szigetet, Cumbria valamint Dumfries és Galloway megyéket. Sharpon 24 óra leforgása alatt 71,6 mm, míg Keswickben 64,2 mm esőt mértek. Borrowdale-ben Seathwaite-nél ugyanennyi idő alatt a mérések szerint 314,4 mm eső hullott, mely a Met Office (a brit meteorológiai szolgálat) jelentése alapján rekordnak számít a teljes ország területén. Penrithben több ügynökség közös koordinációs központot hozott létre. Az árvizet az elmúlt 55 év legrosszabbjaként jellemzik. A meteorológiai szolgálat jelentései szerint az Eskdalemuirban 24 óra alatt lehullott csapadék mennyisége meghaladja az eddigi, 1931-ben lejegyzett rekordot.
A Devonben november 21-én történt heves esőzések következtében a Dart folyó megduzzadt a Dartmoor területén. Egy kenus csoport tagjait hipotermia miatt kellett kezelni, egy kenus pedig életét vesztette, mikor kenujával Poundsgate-nél fának csapódott.

## Sérülések, károk

### November 4–12
A brit meteorológiai szolgálat már régebben figyelmeztetést adott ki, mely szerint november 1-jén vasárnap egy alacsony nyomású légréteg alakulhat ki az Egyesült Királyság területe fölött. Ennek hatására országszerte heves esőzések alakultak ki. Ennek következtében Walesben 13 embert kellett házából, autójából kimenekíteni, s több mint száz baleset volt a területen, melyet az áradásnak lehet betudni..
Észak-Írországban a Tyrone-Derry megyehatár környékén lévő falvakat november 14-én éjszaka heves esőzés sújtotta, aminek következtében több családot ki kellett költöztetni. Több mint egy tucat házat elöntött a víz.
Sligót november 9-én heves esőzések árasztották el. November 12-én Cork megyében a Passage Westen egy harminc perces szökőár haladt át, melynek következtében 100 000 € értékű kár keletkezett, tíz autót és számos házat tönkretett.

### November 13–15.
Az alacsony nyomású légréteg november 13–14-én érte el Nagy-Britanniát, melynek következtében árvizek alakultak ki, s a viharos erejű szél károkat okozott. Árvíz leginkább Devon és Cornwall területére volt jellemző. A viharos erejű szél több megyében fákat csavart ki, faágakat, áramvezetékeket, tetőket szedett le. A helyi hatóságok és a Highways Agency (az autópályákért felelős szervezet) a nagy forgalomban megfeszített erőkkel dolgozott. Dorsetben az áradás a jelentések szerint ár idején érkezett. Pembrokeshire és Carmarthenshire walesi tartományokban több, elszórtan lévő falu lakosságát a Mid and West Wales Fire and Rescue Service mentette ki. Áradás volt a Conwy-völgyben is, ahol Betws-y-Coed, Llanrwst és a közelben fekvő falvak házait veszélyeztette. Haverfordwestben 12 embert szabadítottak ki egy árvízben rekedt távolsági autóbuszból.
A Környezetvédelmi Ügynökség 110 árvízriadót adott ki még azelőtt, hogy a vihar november 13–14-én elérte volna a szigetet. A legerősebb széllökések erőssége a The Needles világítótornyánál Wight szigetén a 160 km/h sebességet is elérte. Essexben Benfleetben egy tornádó alakult ki, mely 60 házat megrongált. Egy másik, a suffolki Lowestoftban kialakult tornádó egy nő halálát okozta, aki egy autóban ült. Haywards Heathben, Nyugat-Sussexben embereket egy 60 cm mélyen vízben lévő ipari építményből mentettek ki.

### November 18–23.

#### Brit-sziget

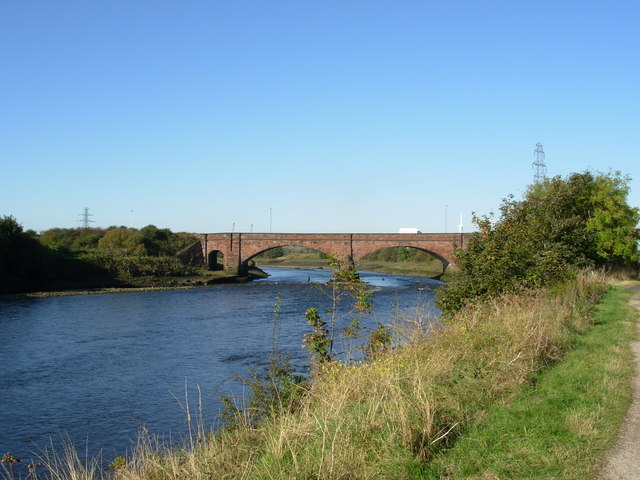
A Northside Bridge a Derwent fölött Workingtonban, mielőtt elvitte volna a víz

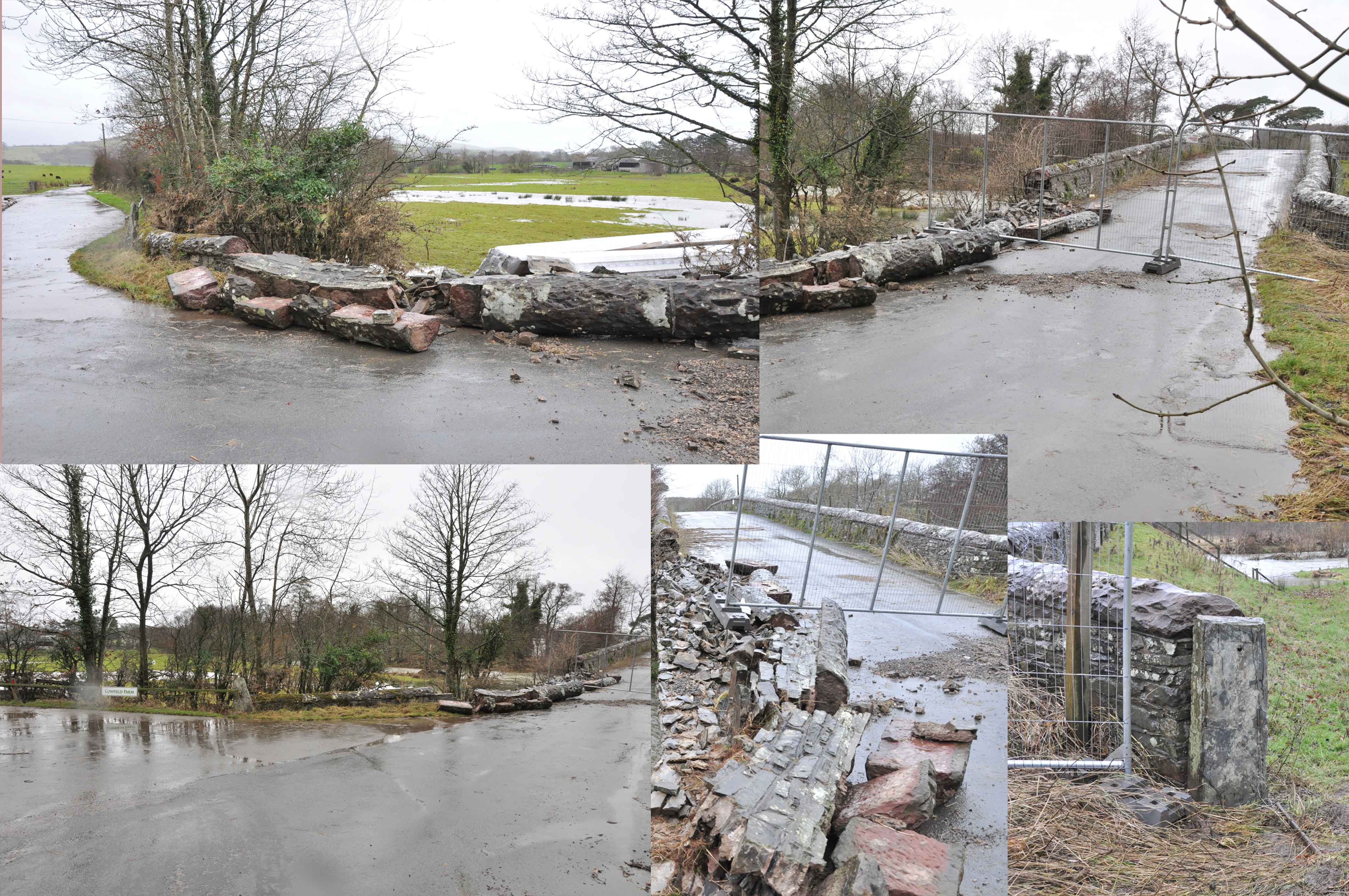
A Southwaite Mill Bridge-nél okozott károk

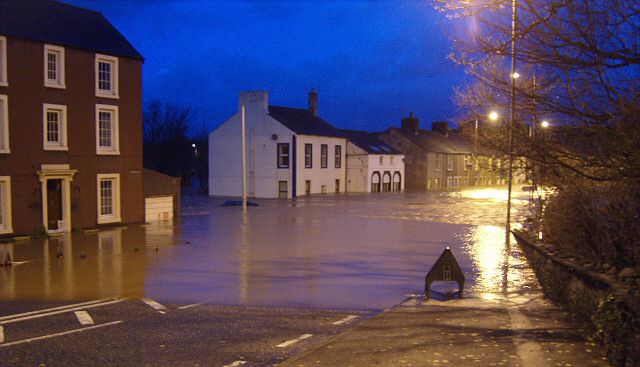
A Workingtonban lév Calva Bridge bekötőútja 2009. november 20.

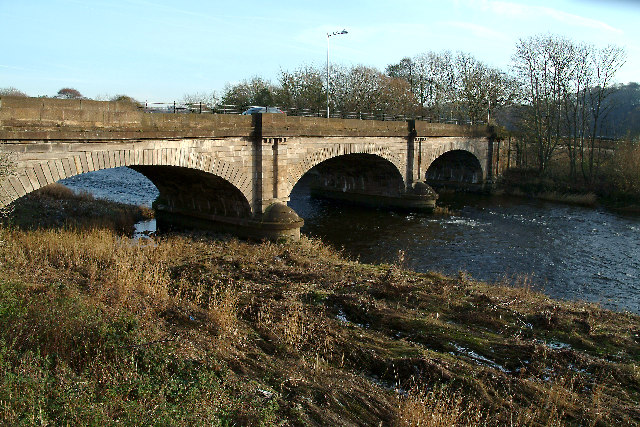
Calva Bridge, Workington, mely az áradás okozta megrongálódás következtében összedőlt

Lancashire-ben tűzoltóknak kellett kiszabadítaniuk egy árvízben elsüllyedt iskolabuszban rekedt tanulókat Sawleyben. Áradások voltak Barnoldswickben, Blackburnben, Burnleyben és Rossendale-ben. A Crawshawboothban lévő Kippax Mill dolgozóit akkor kellett kimenekíteni, mikor a víz súlya alatt összedőlő hegy által kiváltott földcsuszamlás elérte az épületet.
Számos ingatlant elöntött az árvíz Amblesideban, a legtöbb autó még a főutat sem tudta használni. Cockermouthban a vészhelyzetekre specializálódott szervezeteknek több mint 200 embert kellett saját házaikból kimenekíteniük. Nagyjából 75 embert a település iskolájában és a Wool Centre-ben szállásoltak el. A Királyi Légierő és Őfelsége Parti Őrsége három támaszpontjáról érkeztek ide kutató-mentő helikopterek, amik nagyjából 50 embert mentettek meg. A többieket hajókon a Királyi Nemzeti Mentőcsónak-szervezet munkatársai mentették meg. Jelentések szerint a város központjában a víz 2,5 méter magasan állt, s emiatt összedőlt a Lorton Bridge, Ugyanitt több mint 1200 háztartásban nem volt áramszolgáltatás. A Coniston Water átszakította gátját s utakat, földeket öntött el. Keswick 349 épületében nem volt áramszolgáltatás. Nagyjából 50 ember a Keswick's Convention Centre-ben, a Skiddaw Hotelben és a St Joseph's Schoolban töltötte az éjszakát. Több ház azután került a városban víz alá, hogy a Great 1,5 méterrel a normális vízmagasság fölött tetőzve átszakította a védőgátat.
Ulverston déli részén több ott lakót evakuálni kellett. A North Lonsdale Roadon és környékén 80 házat öntött el a víz. Többeket az Ulverston Victoria High School nevű középiskolában szállásoltak el. Több A besorolású utat le kellett zárni, így több környéket elvágtak a külvilágtól, s több vasúti szolgáltatást is felfüggesztettek.
Workingtonban Bill Barker községi rendőrt eltűntté nyilvánították, miután a Derwant folyó feletti Northside Bridge összeomlott. Ez része volt az A597-es útnak, s a híd összeomlása elvágta a város gázellátását is. Segítségül hívtak egy életmentő csónakot is, hogy segítsen a kutatásban. A keresést azonban le kellett állítani, mert a körülmények rosszra fordultak. Barker holttestét később Allonbynál a tengerparton találták meg.
A megszüntetett Cockermouth és Workington Vasút nyomvonalán létrehozott Southwaite Gyaloghíd is összedőlt. A Windermere-en, Anglia legnagyobb természetes tavának a felszínén egy áradás alatt majdnem 20 csónak süllyedt el. Mindet egy rögzített rakparti ponthoz kötötték ki, s nem tudtak együtt emelkedni a szélsőségesen megemelkedett vízszinttel.
Szintén Workingtonban a Calva Bridge a jelentések szerint november 22-én 300 mm-t megsüllyedt. A rendőrök arra figyelmeztették a lakosságot, hogy a híd össze is dőlhet. A híd később összeomlott, s emiatt a Northside-on lakók csak 40 kilométeres úton tudták elérni Workingtont. A Calva hidat 1841-ben Thomas Milton építtette. A terveket Thomas Nelson készítette. A híd II. kategóriás védett építmény volt.
A Workington Dock és az acélöntő közti vasúti híd nagymértékben megrongálódott. A fényképek alapján a három betonbak közül az egyiket elmosta a víz, s emiatt kimozdultak a sínek a helyeikről.
A Workingtonhoz közeli camertoni gyalogoshídhoz hasonlóan a Keswick közeli braithwaitei Newlands Beck Híd is összedőlt. Dalemainnél az Eamont felett egy gyalogos függőhíd is összedőlt.
Dumfries Whitesands területét akkor sújtotta az esőzés, mikor a Nith áttörte a gátat. Öt embert a tűzoltók mentettek meg, két másik embert pedig csónakokon keresztül szabadítottak ki egy megfeneklett autóból. A skót tengerparton fekvő Yarrowban és Ettrickben számos házat elöntött a tenger.
Észak-Írországban víz alá került Ards, Cookstown, Fermanagh, Lisburn és Magherafelt területe is.
Az időjárás-jelentések további szeles és nedves időjárást jósolnak Cumbria, Lothian és Borders valamint Skócia egyéb területei felett.
Walesben Breconben a híradások szerint november 21-én egy nő eltűnt. Valószínűleg az Uskba esett, miközben egy olyan hídon kelt át, melynek a korlátjából hiányzott 1,83 m. A helyi rendőrség és tűzoltóság azonnal nekilátott az eltűnt asszony keresésének, melyet az éjszaka folyamán lefújtak. A keresést másnap reggel folytatták. November 24-én Talybont-on-Usknál egy holttestet emeltek ki az Uskból. Newtownban egy nyugdíjas holttestét találták meg a Severn partján. A nő eltűnését november 21-én jelentették be.
Shropshire-ben a Severn-völgy mentén védgátakat hoztak létre, s több kisebb utat az árvíz miatt lezártak.

#### Man
Man-szigeten Ballaragh és Laxey településeken áramkimaradás volt, de a helyi energiaszolgáltató délutánra megszüntette az ellátási problémát.

#### Ír-sziget
Írországban egy ötfős családot Galawayben egy helikopter szabadított ki. Killarneyben kár érte a Lake Hotelt. Galway megyében Ballinasloe-ban 40 családot csónakokon kellett evakuálni, miután a Suck folyó áttörte a gátjait. Cork belvárosát 1 méter magasságig a Lee folyó öntötte el, a közeli Bandon, Clonakilty, Dunmanway és Skibbereen városok megközelíthetetlenné váltak. A Corcki Egyetem is több helyen megrongálódott, minek következtében legalább egy hétre fel kellett függeszteni az oktatást.
Országszerte több ezer ház maradt meleg- valamint 40.000 ház akármilyen fajta vízszolgáltatás nélkül. Cork városának északi és a belső kerületek déli részén a vízműnek az árvíz következtében történt meghibásodása miatt 18.000 háztartás marad tíz napig vízellátás nélkül. Az ír hadsereget is bevetették, hogy szembe szálljon az Ennis és Clonmel területén egyre emelkedő vízszinttel. Bandon, Cork és Galway megye északi részén megszűnt az áramszolgáltatás. Athlone-ban a jelentések szerint egy idős hölgy házát elvitte az áradat. Roscommonban egy teherautó sofőrjét kellett kimenteni, miután egy híd alá a vízbe esett.
Az áradás kihatással volt egy előre tervezett sztrájkra is, mert az igazságtalanságok ellen Corkba, Clare-be és Galwaybe szervezett felkelést a nagyobb szakszervezetek visszavonták. Ezzel is az a céljuk, hogy amennyire csak lehet, könnyítsék a védekezési helyzetet. Fermanagh területét érte a legnagyobb mértékű áradás, Lough Erne-ben az 1956 óta mért vízállások közül a legmagasabb szintet regisztrálták, miután 35 napig folyamatosan esett az eső. A part közelében is számos területet érintett az áradás Lisnaskea és a megyeszékhely Enniskillen környékén a tengeröblök partjaihoz közel is.

### November 25–29.
A Westmeazhben lévő Athlone helyzete akkor vált súlyossá, mikor a vízszint 50 centiméterrel meghaladta az előző rekordot. Ebből hat centiméternyit egy éjszaka alatt emelkedett a vízszint. Farmokat és lakóingatlanokat vágott el a külvilágtól a víz. A nyugati területet érintette a legsúlyosabban az áradás, ahol egy iskolát több napra be kellett zárni. Több helybélit elővigyázatosságból evakuáltak Limerick Ardnacrusha kerületéből és nyolc házat ki kellett üríteni Clare megye Clonlara településén. Ballina és Foxford között Mayo megyében a tanyavilágot elöntötte az árvíz. A Waterways Ireland november 25-én bejelentette, hogy a vízállás a Shannon (Írország legnagyobb folyóján) olyan magas lett, hogy az már kezelhetetlen. Csak novemberben annyi eső esett, mint máskor átlagosan négy hónap alatt.
A Shanon mellékfolyója, a Derg vízállása november 26-án megdöntötte az addig mért legmagasabb szintet. Ennek következtében megnőtt a lefolyó víz mennyisége, ami további tíz centiméterrel emelte meg az elöntött területek feletti vízmagasságot. Clare megyében és Limerick városában további embereket kellett kiköltöztetni. Az ír hadsereg még mindig Ennist védte. Ekkor még Galway megyében is növekedett a vízszint magassága.
November 28-án és 29-én zivatarok és heves széllökések szelték át Devont és Cornwallt. Nyomában árvíz és kár maradt. Négy embert az autóikból tűzoltóknak kellett kimenteniük Devon több pontján. Exeterhez közel 120, míg Sparkwell környékén 90 cm. Magasan állt a víz az utakon. Plymouth és Ivybridge teljes területén elöntötte a házakat a víz. Millbrookban a szél egy elektromos póznát döntött ki a helyéről.
November 29-én az országot sújtó árvíz keletre tolódott. A dublini Liffey folyó november 29-én kilépett medréből, s több területet elöntött. Kildare megyében a Liffey közelében fekvő városokat árvíz sújtotta. Ezek közé tartozik Ballymore Eustace, Kilcullen, Newbridge, Clane, Celbridge és Leixlip is. Clane-ben egy bölcsődét kellett evakuálni.
A Corkba és Skibbereenbe tervezett bírósági tárgyalásokat több nappal el kellett halasztani, mert a bíróságokat is elöntötte az árvíz. Az alacsonyabb súlyú cselekmények és kisebb összegű polgári perek tárgyalásait egy hotelben tartották meg, míg a Legfelsőbb Bíróságüléseit Clonmelben tartották.

### November 30–december 4.
November 30-án a tűzoltóknak Sallinsben egy olyan ingatlanból kellett vizet szivattyúzniuk, melyből gyorsan 104 családot kellett kiköltöztetni. A Liffey a Strawberry medernél még mindig járhatatlan volt.
December 1-jén ismét özönvízszerű eső volt nyugaton. A jelentések szerint Galwayben 6.000 épületben az ivóvízben emberi bélsár volt, Clare-ben és Limerickben pedig több mint 500 házban ihatatlan volt a víz.
December 2-án több ezer acre-nyi ír farm volt víz alatt, az árvíz mérete pedig még mindig emelkedett. Clare-ben és Galwayben az utak járhatatlanok voltak.
Corckban december 4-n ismét árvízi árvízi figyelmeztetést adott ki.

## Közlekedési nehézségek

### November 13–14.
Miután november 13-án egy heves esőzés következtében kőomlás volt, lezárták az Anglián és Wales-en áthaladó Gloucester–Newport vonalat. Cornwallban több utat 60 cm magasan ellepett a víz. A Devont és Cornwallt összekötő Tamar hidat kerékpárosok, motorosok és nagy tömegű autók előtt lezárták. Leállították az Anglia és Franciaország között közlekedő kompokat, s november 14-én egy időre lezárták a doveri kikötőt.

### November 18–23.
Földomlás következtében le kellett állítani a West Coast Main Line-on a forgalmat Carlisle és Penrith között. A forgalmat november 20-án délben indították újra.
A glasgow-i központi vasútállomás és a Dumblane vasútállomása közötti forgalmat fel kellett függeszteni. A West Coast Main Line Carlisle és Carstairs között víz alá került, emiatt le kellett állítani a forgalmat. A szolgáltatás színvonalát Edinburgh és Glasgow, valamint Edinburgh és Dumblane között csökkenteni kellett.
A Dyfi heves áradása miatt le kellett zárni a Cambrian Line-t Newtown és Machynlleth között. A vonal üzemeltetője, az Arriva Trains Wales buszokkal pótolta a kiesett vonatjáratokat.
Írországban az Iarnród Éireann felfüggesztette a vasúti forgalmat Galway és Athlone; Limerick és Ennis; Carrick-on-Shannon és Longford; Dublin és Maynooth; valamint Wicklow és Gorey között.
November 18-án az Isle of Man Steam Packet Company törölte a reggel Douglas és Heysham között közlekedő, s emiatt a visszautat is biztosító kompjáratát. Az első, Heyshamból induló kompot november 19-én törölték. A szolgáltatás 08:45-kor a Douglasből Heyshambe közlekedő komppal állt helyre.
Kentben november 18-án a doveri kompokat érintette az erős szél. Az LD Lines, a Norfolkline, a P&O Ferries valamint a Seafrance által üzemeltetett járatok késtek. A kenti rendőrség életbe léptette az Operation Stack első lépcsőjét, melynek értelmében az M20-as autópályán kellett a kamionoknak várakozniuk addig, míg fel nem tudtak menni a kompokra.
November 21-én az Irish Ferries visszavonta az HSC Jonathan Swift összes útját a Dublin–Holyhead-útvonalon. Az utasokat az MV Ulysses fedélzetén szállásolták el.
Workingtonban az Északi Híd összeomlása és a Calva Híd összedőlése miatt a város északi részéről 40 kilométeres úton lehetett eljutni a belvárosba. A Network Rail most épít egy ideiglenes északi vasúti megállót, hogy segítsen az északon élőknek a városba be-, illetve az onnan történő kijutásban.
Fermanaghben az Erne tengeröbölben mért magas vízszint következtében a megye északi és déli részét összekötő legtöbb hidat le kellett zárni. A forgalmat elterelték, így minden autósnak át kellett hajtania a tengeröböl partján fekvő megyeszékhelyen. Így nagy késések alakultak ki. Az öböltől messze fekvő Lisnaskea város valamint Derrylin és Boho falvak is víz alá kerültek, így számos utat le kellett zárni.

### November 24–29.
November 25-én olyan erőteljes szél fújt a Dublini repülőtér környékén, hogy tíz repülőjáratot törölni kellett, melyekkel az Aer Lingus, a Delta Air Lines, az Etihad Airways és a Ryanair repült volna Shannon repülőtérre és Manchester repülőterére. Ezek között voltak olyan transzatlanti járatok is, melyek Chicagóból vagy New Yorkból jöttek.

## Elhalasztott sportesemények
A vízátfolyások miatt az összes, Naasbe november 25-re tervezett lóersenyt elhalasztották. Egy november 28-ra tervezett lóversenyt Wexfordban négy nappal annak megrendezése előtt elhalasztottak, mivel a pálya tele volt vízzel. A naasi futamot a tervek szerint december 3-án, míg a wexfordit december 7-én rendezik majd meg,

## Reakciók
|  | „Gondolataim és imáim mindazoké, akik érintettek, s kiknek házát, megélhetését az időjárás tönkretette.” |
|  | – II. Erzsébet királynő                                                                                  |

|  | „Az elmúlt pár napban amit tettünk, az megbirkózni az országunkban tapasztalt legnagyobb záporral, és ezt mindenki nagyszerű szervezésben vitte véghez.” |
|  | – Gordon Brown brit miniszterelnök |

|  | „Megmondták, ilyen esemény 800 évben egyszer történik meg.” |
|  | – John Gormley, ír környezetvédelmi miniszter.              |

November 21-én Gordon Brown brit miniszterelnök meglátogatta a cumbriai rendőrség Penrith melletti központját, hogy mielőtt Cockermouth-ba utazik, találkozzék a mentőegységek tagjaival. Cockermouth-ban evakuált emberekkel találkozott. További 1.000.000 font sterlinget biztosított segélyként az érintett területeknek. Látogatása alatt Gordon Brown elrendelte, hogy Cumbria mind az 1800 hídját vizsgálják felül. Ekkor még csak féltek attól, hogy a Calva Bridge Workingtonban össze fog dőlni. A hidak felülvizsgálatát az autópályákért felelős ügynökség és a közlekedési minisztérium fogja felügyelni.
Cockermouth parlamenti képviselője, Tony Cunningham azt mondta, lehet hogy Cockermouth-ban az épületek megtörtek, de az emberek nem. A rendőr halálát követően a cumbriai rendőrőrs szerint több mint 10.000 ember fejezte ki elismerését a Facebookon keresztül. A királynő megköszönte a katasztrófavédelem munkatársainak a tanúsított segítőkészséget.
Írországban Brian Cowen miniszterelnök kijelentése szerint a kormány legfőbb feladata menedéket és iható vizet biztosítani a vihar károsultjainak. Ő vezette az árvizek kezdetét követő hétvégén a vészhelyzetekre adandó válaszokért felelős koordinációs bizottság két ülését. A Brit Biztosítók Szervezetének bejelentése szerint a Cumbriában és Skóciában keletkezett károk összértéke meghaladhatja a 100.000.000 fontot is.
Cowen először november 23-án látogatott el Írország árvízzel sújtott területeire. Ekkor Clonmelt, Corkot, Ennist és Ballinasloe-t kereste fel. Írország miniszterelnöke egy félnapos szemlét tartott Galway, Offaly, Roscommon és Westmeath területén, hogy felmérje az árvízzel sújtott területek helyzetét. Athlone dühös lakosai azt mondták, a miniszterelnök reklámalkalomnak használta fel a látogatást. Cowen annak ellenére nem látogatta meg Athlone árvízzel leginkább sújtott területét, hogy két börtönőrt és még egy evezős csónakot is felajánlottak neki. Egy helybéli így mesélt erről: "Én irányítottam a börtönőröket. Készen állt egy hajó kifejezetten az ő részére. És ő egy olyan házhoz megy el, ahol csak néhány pocsolya van."
November 27-én Károly herceg meglátogatta Cumbira elöntött területeit, ahol lehetséges legmélyebb szimpátiáját fejezte ki az áradások áldozatai iránt.

## Következmények
Mivel minden közúti és gyalogos híd tönkrement Workingtonban, egy új, északi vasútállomást hoztak létre egy olyan kopár területen, melyet két évig Allerdale Tanácsától bérelnek. A tervek szerint az állomás november 28-án nyitja meg kapuit, s itt a Northern Rail fogja biztosítani a szolgáltatást. A Workington North hidat november 30-án nyitották meg.
Késő novemberben kezdődtek meg a Barker Crossing építkezési munkálatai, ahol a brit hadsereg műszaki részlege is segítséget nyújtott. Több mint 200 katona segített. Az elképzelések szerint a híd tíz nap alatt készül el. Azért építették a hidat, hogy az északi híd ledőlését követően kapcsolatot teremtsen a Derwentfölött. A helyettesítő híd hossza 51 m, tömege pedig 110 t. Az előkészítő munkálatokat a Halton Campben végezték, s a következő héten emelték be végső helyére. A gyalogosforgalomnak 2009. december 7-én adták át a hidat.
November 26-án három autót vettek észre, melyek átmentek a lezárt Calva Brige-en. A hidat ideiglenes kordonokkal zárták el a forgalom elől. A történtek következtében sokkal tartósabb sorompókat raktak ezek helyére, hogy megakadályozzák azt, hogy autóval fel lehessen menni a hidra.
Bill Barker őrmester – aki a northside-i híd beomlásakor vesztette életét – temetése 2009. november 27-én Egremontban volt. Az előzetes várakozások szerint több mint 500 gyászolót vártak a helyszínre. A temetésen végül is több százan részt vettek.
2009. decemberben a Tesco egy ideiglenes üzletet épített Workington északi részén. A városnak azon a felén élő emberek nehezen tudták megközelíteni a Derwent folyótól délre fekvő főüzletet.

## Pénzsegélyek Írországban
November 24-én délután az ír kormány bejelentette., hogy 10 millió euró gyorssegélyt biztosít, s további 2 millió euró értékben segít a földműveseknek. Írország 010-es költségvetésében – melynek tervezetét Brian Lenihan pénzügyminiszter december 9-én nyújtotta be a parlament elé – további 70 millió eurót különítettek el az árvízzel sújtott területek megmentésére és a jövőbeni hasonló események elkerülésére.
Az Ír Vöröskereszt nekilátott 1 millió euró összegyűjtésének, melyet az árvíz túlélőinek osztanak szét. Erre december 12-től lehet jelentkezni a rászorultaknak. A Cork Flood Appeal Benefit Night egy adománygyűjtő esemény volt, amit december 15-én rendeztek meg. A Home Athlone egy másik, december 21-i esemény lesz.

## Fordítás
Ez a szócikk részben vagy egészben  a(z)   2009 Great Britain and Ireland floods című angol Wikipédia-szócikk ezen változatának fordításán alapul.  Az eredeti cikk szerkesztőit annak laptörténete sorolja fel. Ez a jelzés csupán a megfogalmazás eredetét és a szerzői jogokat jelzi, nem szolgál a cikkben szereplő információk forrásmegjelöléseként.

## Külső hivatkozások
- A Camerton Bridge összeomlásának felvétele. YouTube
- Ír Meteorológiai Szolgálat
- A round-up of the counties most severely hit by the flooding – The Irish Times, (angolul)
- Képek az áradásról – RTÉ
- Fényképek és videófelvételek a workingtoni árvízről Archiválva 2016. március 7-i dátummal a Wayback Machine-ben
- Videó az árvízről a Stock Ghyll vízesésnél Ambleside-ban. YouTube